# Karata nyelv
A karata nyelv egy északkelet-kaukázusi nyelv, azon belül az andi csoportban van. A nyelvet 9.549 ember beszéli, legfőképpen Oroszországban, Dagesztánban.

## Földrajzi elhelyezkedés
A karata nyelvet tíz faluban beszélik Dagesztánban az Ahvahszki és Haszavjurti járásban. A tíz faluból kilenc az Andi Kojszu folyó bal partján fekszik, ezek: Karata, Racsabalda (Rachabalda), Arcso (Archo), Ancsih (Anchikh), Mastada (Mashtada), Csabakoro (Tshabakoro), Racitl (Ratsitl) és Tokita. Az egyetlen falu a Haszavjurti járásban a Sziuh (Siukh). 

## Nyelvjárások
A karata nyelvnek kettő nyelvjárása van, melyből az egyik tovább bontható. 
- Karata
  - Anchix (Ancsih)
  - Arso (Arsho)
  - Csabakoro (Chabakoro)
  - Karata falvi
  - Mastada (Mashtada)
  - Nyizsnyeje Inhelo (Nizhnjeje Inkhelo)
  - Racsabalda (Rachabalda)
  - Racitl (Ratsitl)
  - Sjuh(Sjukh)
- Tokita

## Hangtan

### Mássalhangzók
|               |               | Labiális | Dentális | Dentális | Alveoláris | Alveoláris | Alveoláris | Alveoláris | Palatális | Veláris | Veláris | Uvuláris | Uvuláris | Faringális | Glottális |
| ------------- | ------------- | -------- | -------- | -------- | ---------- | ---------- | ---------- | ---------- | --------- | ------- | ------- | -------- | -------- | ---------- | --------- |
| középső       | középső       | Labiális | Dentális | Dentális | laterális  | laterális  |            |            | Palatális | Veláris | Veláris | Uvuláris | Uvuláris | Faringális | Glottális |
| lenis         | fortis        | Labiális | lenis    | fortis   | lenis      | fortis     | lenis      | fortis     | Palatális | lenis   | fortis  |          |          | Faringális | Glottális |
| Nazálisok     | Nazálisok     | m        | n        |          |            |            |            |            |           |         |         |          |          |            |           |
| Plozivák      | zöngés        | b        | d        |          |            |            |            |            |           | ɡ       |         |          |          |            |           |
| Plozivák      | zöngétlen     | p        | t        |          |            |            |            |            |           | k       |         |          |          |            | ʔ         |
| Plozivák      | ejektív       | (pʼ)     | tʼ       |          |            |            |            |            |           | kʼ      |         |          |          |            |           |
| Affrikáták    | zöngés        |          |          |          | (d͡ʒ)       |            |            |            |           |         |         |          |          |            |           |
| Affrikáták    | zöngétlen     |          | t͡s       | t͡sː      | t͡ʃ         | t͡ʃː        |            | t͡ɬː        |           |         | k͡xː     |          | q͡χː      |            |           |
| Affrikáták    | ejektív       |          | t͡sʼ      | t͡sːʼ     | t͡ʃʼ        | t͡ʃːʼ       | t͡ɬʼ        | t͡ɬːʼ       |           |         | k͡xːʼ    |          | q͡χːʼ     |            |           |
| Frikatívok    | zöngétlen     |          | s        | sː       | ʃ          | ʃː         | ɬ          | ɬː         | ç         | x       | xː      |          |          | ʜ          | h         |
| Frikatívok    | zöngés        | v        | z        |          | ʒ          |            |            |            |           | ɣ       |         |          |          | ʢ          |           |
| Vibránsok     | Vibránsok     |          |          |          | r          |            |            |            |           |         |         |          |          |            |           |
| Approximánsok | Approximánsok |          |          |          |            |            | l          |            | j         |         |         |          |          |            |           |

### Magánhangzók
|         | elülső | hátsó |
| ------- | ------ | ----- |
| zárt    | i      | u     |
| középső | e      | o     |
| nyitott | a      | a     |

## Példa szavak
| magyar    | karata        |
| --------- | ------------- |
| én        | ден           |
| te        | мен           |
| egy       | цеб           |
| kettő     | кӏеда         |
| három     | лъабда        |
| négy      | боъода        |
| öt        | иᵸшдуцӏе      |
| víz       | лъеᵸй         |
| fa        | роша          |
| kutya     | хвай          |
| nap (24h) | зебу          |
| éj        | релъа         |
| hús       | рикьи         |
| ember     | инсан, гӏадам |